# Харалуг
Харалу́г — село у складі Корецької громади Рівненського району Рівненської області. Колишній центр Харалузької сільської ради. Населення — 424 особи.

## Географія
Селом протікає річка Вороб'ївка.

## Історія
У 1906 році село Межиріцької волості Рівненського повіту Волинської губернії. Відстань від повітового міста 57 верст, від волості 13. Дворів 78, мешканців 496.

### Археологічні знахідки
В 1971 році поблизу села виявлено багатошарове поселення комарівської культури.
До розпаду СРСР в Харалузі існувала унікальна колекція кам'яних знарядь праці, зібрана вчителем історії Ігорем Пантелеймоновичем Кирильчуком.

### Історична довідка
Існує версія, що село було повноцінним населеним пунктом вже за часів Київської Русі, оскільки з його назвою ідентифікуються «мечі харалужні», які загадуються в «Слові о полку Ігоревім». Вважається, що саме на місці сучасного Харалуга виготовляли холодну зброю, використовуючи залізо, виготовлене з болотної руди, яку видобували неподалік — в районі села Залізниця.
Перша згадка — 1577 рік.
До скасування кріпосного права Харалуг носив ще назву «Сорокапанівка».
У 1845 році у селі діяла суконна фабрика.
І. П. Кирильчук переконує, що харалужна сталь назвалася від поселення, а не навпаки[джерело?].
В 1985 р., повертаючись до Новочеркаська, в цьому селі зупинявся Чикатило Андрій Романович[джерело?].

## Освіта, культура, охорона здоров'я
У селі діють загальноосвітня школа І–ІІ ступенів, дитячий садочок, клуб, публічно-шкільна бібліотека, фельдшерсько-акушерський пункт.

## Герб і прапор
На лазуровому щиті два срібні мечі із золотими руків'ями в косий хрест, вістрям донизу, над срібною розкритою книгою. На червоній главі срібний уширений хрест. Щит вписаний в золотий декоративний картуш і увінчаний золотою сільською короною. Автори — Ю. П. Терлецький, Л. О. Онищук.

## Релігія
- Свято-Яківлівська церква
- Церква євангелістів християн-баптистів.

## Відомі люди
- Поліщук Валентин Михайлович, уродженець села — народний умілець, краєзнавець, почесний донор.
- Курчик Микола Якович[2], житель села, дисидент, багатолітній політв'язень радянських концтаборів[3].
- Павел Казимир Конопка — «посідач» села «з руки» дідича — князя Корецького Самуеля Кароля 1648 року й пізніше[4]
- У Харалуг часто приїжджав В. Г. Короленко. У селищі певний час функціонував музей письменника.